# Vrnjak
Vrnjak is een plaats in de gemeente Grožnjan in de Kroatische provincie Istrië. De plaats telt 0 inwoners (2001).